# Sandy Hook (New Jersey)
 For alternative betydninger, se Sandy Hook. (Se også artikler, som begynder med Sandy Hook)
Sandy Hook, er en mindre amerikansk halvø (sandbanke), ca. 9,7 km lang og ca. 800 meter på bredeste sted, beliggende på staten New Jerseys atlanterhavskyst.
Sandy Hook har adskillige gange været start – stop destination for konkurrencen om det blå bånd, symbolet for hurtigst sejlads over nordatlanten.
40°27′10″N 73°59′43″V / 40.452891°N 73.995237°V